# 최유나
최유나(1962년 10월 18일~ )는 대한민국의 가수이다.

## 생애
전라남도 목포 출신 트로트 가수이다. 1983년 음악 경연 프로그램 중 하나였던 KBS 《신인탄생》에 출연하여 5주 연속으로 우승을 하고 제 7회 MBC 《서울 국제 가요제》에서 진보라, 방미와 함께 한국대표로 출전하여 본선 인기상을 수상하며 실력파 가수로 눈도장을 찍었다. 1985년에 1집 앨범 《첫정》을 발표하면서 가수로 데뷔하였으나 노래를 바꾸면서 공백기를 가졌다. 1987년에 방영된 KBS 주말연속극 《애정의 조건》의 주제가였던 《애정의 조건》을 불렀으나 드라마가 조기종영되면서 무명 시절을 가졌다.
무명 시절을 청산하게 된 계기는 1992년에 발표한 《흔적》이라는 곡으로, 이 곡으로 《제4회 서울가요대상》 본상을 수상하였고 또한 《1993 노랫말 대상》에서 전통가요 노랫말상에 선정되어 《한국 노랫말 가요대상》 수상, 《고복수가요제》 최고가수상 수상, 《제8회 골든 디스크》 SKC 장려상을 수상하는 등 순식간에 여러 상을 거머쥐며 전성기를 맞이하였다. 그리고 1994년에는 《밀회》를 발표하였으며 이 곡으로 《제9회 골든디스크》 본상을 수상, 《제5회 서울가요대상》 본상을 수상하였고 《MBC 연말가요제전》 올해의 트로트상까지 수상하며 대단한 인기를 얻었다. 1996년, 1997년에는 《숨겨진 소설》, 《슬픈 그림자》를 불러 《서울가요대상》 전통가요 발전상을 수상하였다.
데뷔 때부터 주로 서정성이 짙은 노래를 불렀으나 1999년 빠른 템포의 트로트 《미움인지 그리움인지》를 발표하였다. 특히 이 곡은 처음 나미가 불렀을 때는 그다지 주목을 받지 못했지만 최유나가 불러 《제14회 골든 디스크》 본상 수상, 《한국예술체육대상》 가수부문 대상을 수상하는 등 1990년 대 가요계를 대표할만큼 상당한 인기를 얻었다. 2000년 대에 들어서도 트로트를 대표하는 여자 가수로서 장년층들에게 인기가 많은 가수로 《밤차로 가지 말아요》, 《반지》, 《별난 사람》, 《초대》 외에도 여러 히트곡을 발표하였다.
그 중 2000년에 발표한 《와인 글라스》는 2010년 제63회 칸 영화제가 열린 뤼미에르 극장에서 경쟁 부문에 진출한 영화 《시》 갈라 스크리닝이 진행되었는데 배우 윤정희와 이창동 감독이 레드카펫에 들어설 때 배경 음악으로 쓰여져 화제를 모았다. 영화제 집행위원회는 영화와 관련된 음악을 레드카펫 배경음악으로 선정하는데 공식 상영에 맞춰서 《와인글라스》를 선정했다. 2012년에는 3년 만에 신곡이 포함된 11집 앨범 《미워도 미워도》를 발표하였다.

## 학력
- 목포여자고등학교 졸업
- 호남대학교 의상학과 졸업
- 경희대학교 언론정보대학원 문화콘텐츠학과 졸업

## 경력
- 2009년 한국농업박람회 명예대회장 홍보대사
- KBS 나눔재능봉사단 단원
- 2012년 파주소방서 홍보대사
- 2012년 국제 농업박람회 홍보대사

## 데뷔
- 1984년 1집 앨범 "첫정"

## 정규 음반
- 2023년 19집 남이다
- 2022년 18집 옛날사람
- 2019년 17집 "목포의 사랑"
- 2018년 16집 "기로"
- 2012년 15집 "미워도 미워도" "인생 노래방"
- 2009년 14집 "초대"
- 2006년 13집 "별난 사람"
- 2005년 12집 "느낌"
- 2002년 11집 "반지"
- 2001년 10집 "밤차로 가지 말아요'
- 2000년 9집 "와인글라스"
- 1999년 8집 "미움인지 그리움인지"
- 1997년 7집 "슬픈 그림자"
- 1995년 6집 "숨겨진 소설"
- 1993년 5집 "밀회" "상심"
- 1992년 4집 "흔적" "애정의 조건"
- 1991년 3집 "대답없는 미소"
- 1989년 2집 "사할린에 보낸 편지"
- 1985년 1집 "첫정"

## 수상 경력
- 2011년 제6회 대한민국 나눔대상 수상
- 2010년 제17회 대한민국 연예예술상 성인가요가수상
- 2009년 제17회 대한민국 문화연예대상 성인가요 10대 가수상
- 2008년 제16회 대한민국 문화연예대상 성인가요 10대 가수상
- 2007년 제15회 한국 최고 인기 연예대상 전통가요가수상
- 2006년 WBS 원음방송 2006 트로트가요대상 본상 수상
- 2006년 SBS 가요제전 올해의 트로트상
- 2004년 KBS 가요대상 올해의 가수상 수상
- 2003년 iTV 성인가요대상 여자가수상 수상
- 2003년 SBS가요대제전 올해의 트로트상 수상
- 2003년 제14회 서울가요대상 전통가요 발전상 수상
- 2002년 한국충효대상 봉사상
- 2002년 한국 최고 인기 연예대상 최고여자가수상 수상
- 2001년 문화관광부 장관 표창장
- 1999년 한국예술체육대상 가수부문 대상 수상
- 1999년 제14회 골든디스크 본상 수상
- 1999년 제10회 서울가요대상 전통가요 발전상 수상
- 1998년 제9회 서울가요대상 전통가요 발전상 수상
- 1994년 제9회 골든디스크 본상 수상
- 1994년 제5회 서울가요대상 본상 수상
- 1993년 제8회 골든 디스크 SKC 장려상 수상
- 1993년 제4회 서울가요대상 본상 수상
- 1993년 한국 노랫말 가요대상
- 1993년 고복수가요제 최고가수상 수상
- 1984년 MBC 서울 국제가요제 인기상 수상